# Az Amerikai Egyesült Államok Szenátusának külügyi bizottsága
Az Amerikai Egyesült Államok Szenátusának külügyi bizottsága az Egyesült Államok Szenátusának állandó bizottsága, amelynek feladata a külpolitikai jogszabályok és szenátusi viták vezetése. Általánosságban felelős a külföldi segélyprogramok engedélyezéséért és felügyeletéért; a fegyvereladásokért és a szövetségesek képzéséért; valamint a Külügyminisztérium magas szintű pozícióinak megerősítő meghallgatásainak tartásáért. Testvérbizottsága a Képviselőházban a Külügyi Bizottság.
A Pénzügyi és Igazságügyi bizottságok mellett a Külügyi Bizottság a Szenátus egyik legrégebbi bizottsága, amelyet először 1816-ban hoztak létre. Vezető szerepet játszott számos fontos szerződésben és külpolitikai kezdeményezésben az Egyesült Államok történelme során, beleértve Alaszka megvásárlását, az Egyesült Nemzetek Szervezetének létrehozását és a Marshall-terv elfogadását. A bizottság nyolc amerikai elnököt – Andrew Jacksont, James Buchanant, Andrew Johnsont, Benjamin Harrisont, Warren G. Hardingot, John Fitzgerald Kennedyt, Barack Obamát és Joe Bident (Buchanan és Biden a bizottság elnöki posztot töltötte be) – és 19 külügyminisztert is adott. Nevezetes tagok közé tartozik Arthur H. Vandenberg, Henry Cabot Lodge és J. William Fulbright.
A Külügyi Bizottságot a Szenátus egyik legnagyobb hatalommal rendelkező és legtekintélyesebb bizottságának tartják, hosszú története, az Egyesült Államok külpolitikájára széleskörű befolyása, illetve az összes diplomáciai jelölés feletti joghatósága miatt, valamint mivel az egyetlen olyan szenátusi bizottság, amely szerződéseket tárgyal és jelent.
2021 és 2023 között a Külügyi Bizottság elnöke Bob Menendez, New Jersey demokrata szenátora volt, amíg le nem mondott posztjáról, szövetségi korrupciós vádak miatt.

## Történelme

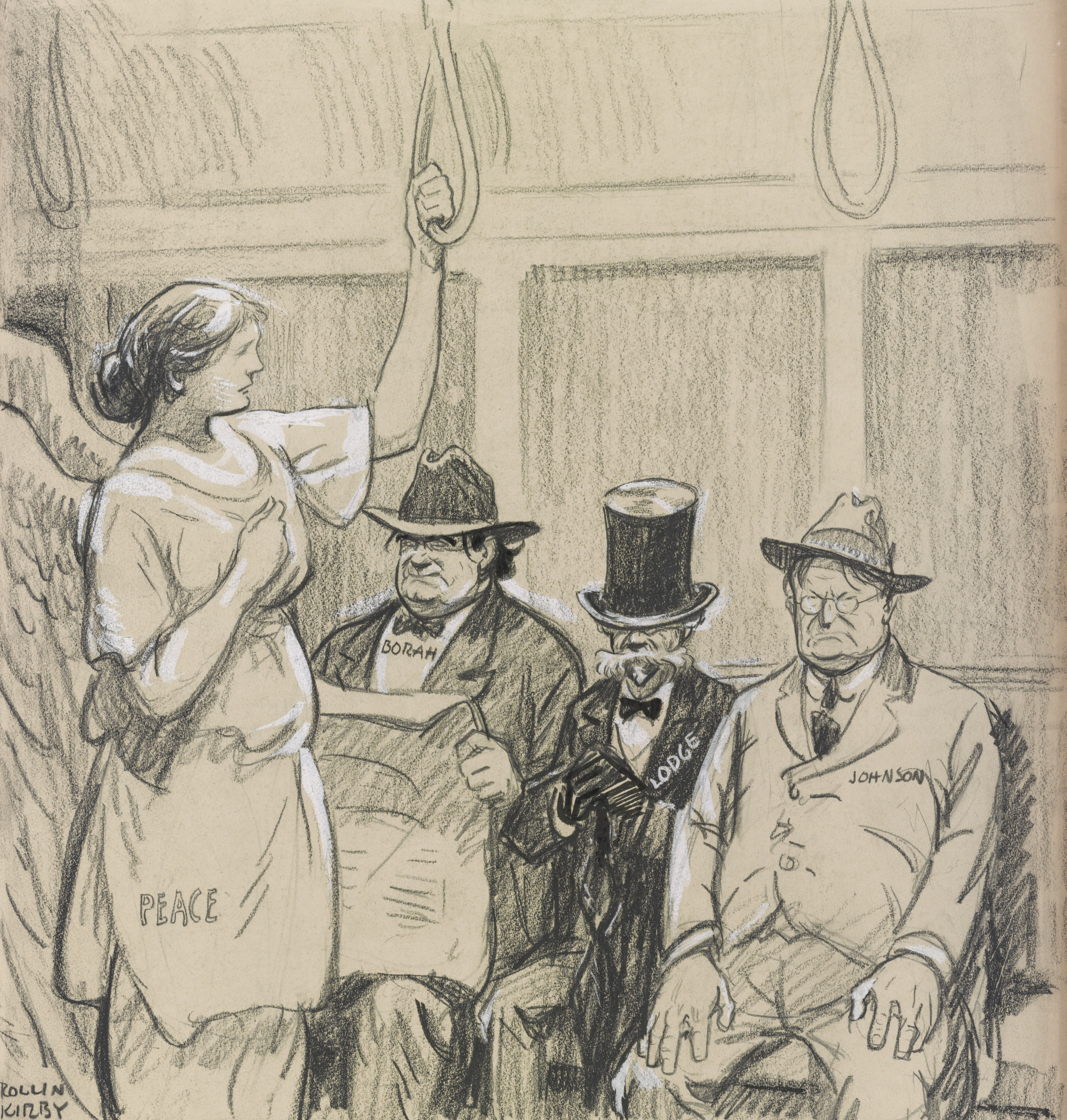
Borah, Lodge és Johnson szenátorok megtagadták a hölgy [versailles-i békeszerződés] helyének biztosítását, kb. 1919

A második világháború alatt a bizottság vezető szerepet vállalt a hagyományos izolacionizmus elutasításában és egy új, internacionalista külpolitika kidolgozásában, amely azon a feltételezésen alapult, hogy az Egyesült Nemzetek Szervezete sokkal hatékonyabb erő lesz, mint a régi, hiteltelen Nemzetek Szövetsége. Az időszakban az egyik legfontosabb lépés az volt a bizottság számára, hogy a Kongresszus központi szerepet játsszon a háború utáni külpolitikában, szemben azzal, hogy nem tudott a háború alatt hozott főbb döntésekről. Ebben az időszakban Arthur H. Vandenberg republikánus szenátor vezette a bizottságot.

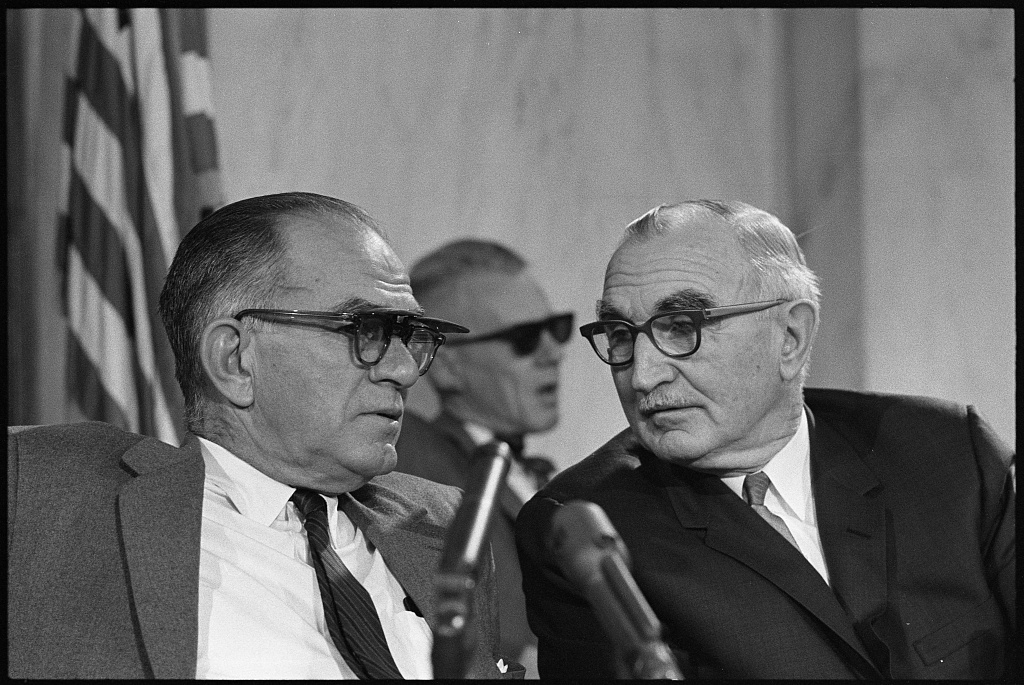
A bizottság elnöke J. William Fulbright szenátor (balra), Wayne Morse szenátorral egy 1966-os vietnami háborúról szóló meghallgatáson

## Tagok, 119. kongresszus
| Többség | Ellenzék |
| --- | --- |
| - Jim Risch, Idaho, elnök - Pete Ricketts, Nebraska - David McCormick, Pennsylvania - Steve Daines, Montana - Bill Hagerty, Tennessee - John Barrasso, Wyoming - Mike Lee, Utah - Rand Paul, Kentucky - Ted Cruz, Texas - Rick Scott, Florida - John Curtis, Utah - John Cornyn, Texas | - Jeanne Shaheen, New Hampshire, korelnök - Chris Coons, Delaware - Chris Murphy, Connecticut - Tim Kaine, Virginia - Jeff Merkley, Oregon - Cory Booker, New Jersey - Brian Schatz, Hawaii - Chris Van Hollen, Maryland - Tammy Duckworth, Illinois - Jacky Rosen, Nevada |

## Fordítás
Ez a szócikk részben vagy egészben  az   United States Senate Committee on Foreign Relations című angol Wikipédia-szócikk ezen változatának fordításán alapul.  Az eredeti cikk szerkesztőit annak laptörténete sorolja fel. Ez a jelzés csupán a megfogalmazás eredetét és a szerzői jogokat jelzi, nem szolgál a cikkben szereplő információk forrásmegjelöléseként.